# Sone Arasuke

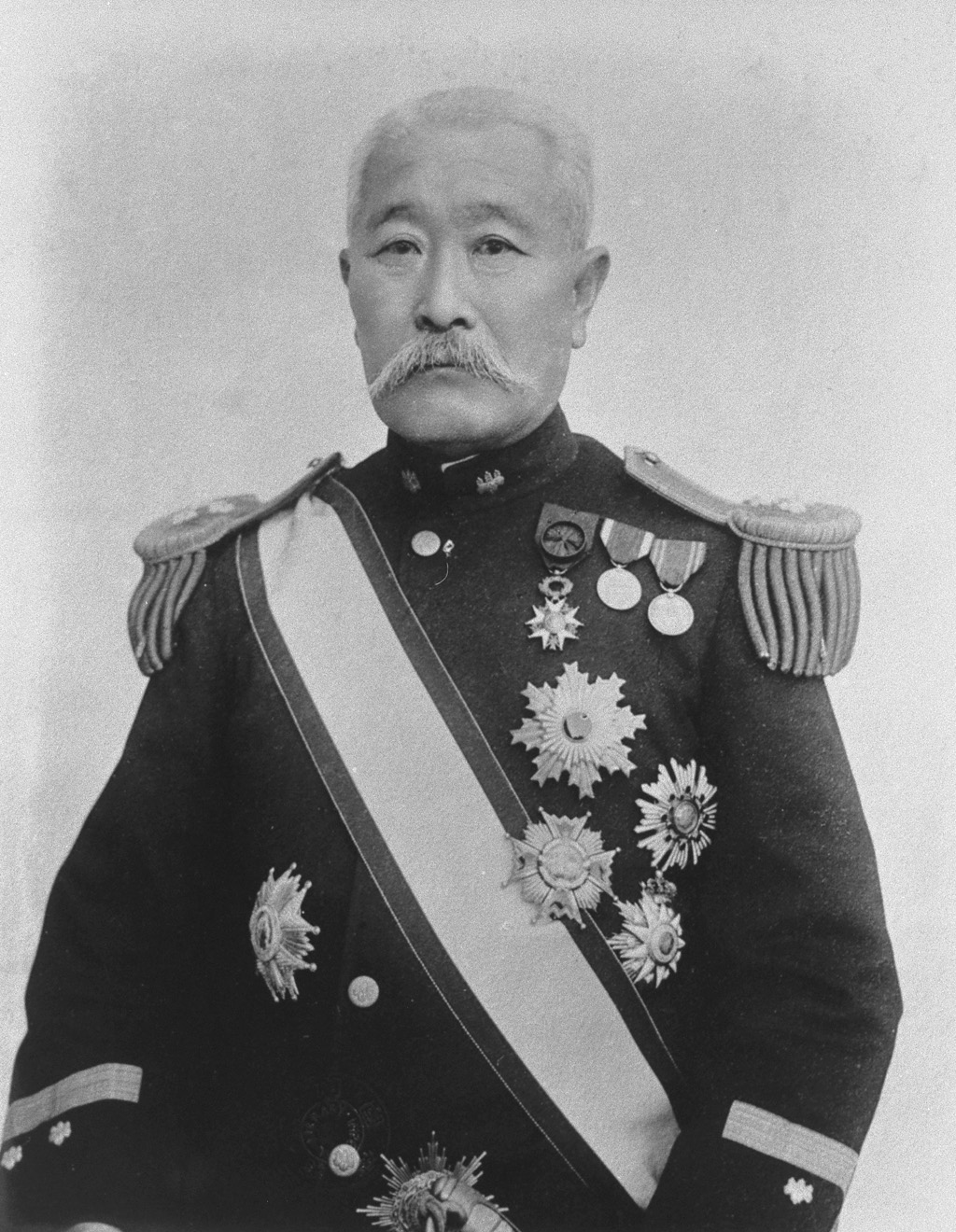
Sone Arasuke

Shishaku Sone Arasuke (jap. 曾禰 荒助; * 20. Februar 1849 in Hagi, Provinz Nagato; † 13. September 1910 in Katase, Landkreis Kamakura, Präfektur Kanagawa) war ein japanischer Diplomat und Politiker.

## Leben
Der im Februar 1849 geborene Sone Arasuke wurde in eine Samuraifamilie des Chōshū-han, der heutigen Präfektur Yamaguchi, adoptiert. Er kämpfte im Boshin-Krieg auf Seiten der kaisertreuen Truppen. Nach der Meiji-Restauration wurde Sone zum Studium nach Frankreich geschickt und diente nach seiner Rückkehr im Heeresministerium. Später diente er in verschiedenen Kabinettsbüros wie dem für Recht oder Zeitungen. Im Jahr 1890 wurde er Chefsekretär des Unterhauses im ersten japanischen Parlament. Bei der Unterhaus-Wahl 1892 wurde er auf einen der Sitze dieses gewählt und diente als stellvertretender Parlamentspräsident. Im Folgejahr wurde er japanischer Botschafter in Frankreich und verhandelte dort die Aufhebung der so genannten Ungleichen Verträge.
Nach seiner Rückkehr nach Japan diente er in einer Reihe von Kabinetten als Minister. So als Justizminister im dritten Kabinett Itō, Minister für Handel und Landwirtschaft im zweiten Kabinett Yamagata und Finanzminister im ersten Kabinett Katsura sowie auf anderen Posten.
Während des Russisch-Japanischen Krieges sicherte er Japan gemeinsam mit Takahashi Korekiyo und anderen Diplomaten ausländische Kredite, welche für die Finanzierung des Krieges benötigt wurden. Im Jahr 1900 nominierte Tennō Meiji Sone für einen Sitz im Oberhaus und im Jahr 1902 wurde er nach dem japanischen Adelssystem des Kazoku in den Rang eines Danshaku erhoben. 1906 erhielt er einen Sitz im Kronrat und im Folgejahr wurde er in den Adelstitel Shishaku erhoben.
Ab 1907 war Sone stellvertretender Generalresident von Korea und ab Juni 1909 bis zum Mai 1910 amtierender Generalresident. Er starb am 13. September 1910 im Alter von 61 Jahren.
Auf der Insel Enoshima in der Präfektur Kanagawa steht ihm zu Ehren ein Steinmonument.